# Jonas Källman
Jonas Källman (født 17. juli 1981 i Växjö, Sverige) er en svensk håndboldspiller, der spiller for den portugisiske ligaklub S.L. Benfica. Han har tidligere spillet i blandt andet spanske BM Ciudad Real. I både 2006 og 2008 vandt han Champions League med denne klub.

## Landshold
Källman har spillet næsten 100 landskampe og scoret næsten 300 mål for det svenske landshold.